# Heinz Radzikowski
Heinz Radzikowski (* 7. September 1925 in Stolp; † 18. April 2017 in Berlin) war ein deutscher Hockeyspieler, der eine olympische Bronzemedaille gewann.
Heinz Radzikowski siegte 1956 mit dem SC Brandenburg bei der deutschen Meisterschaft und wurde daraufhin in die deutsche Hockeynationalmannschaft berufen. Bei den Olympischen Spielen 1956 war Radzikowski der einzige Berliner Spieler in der bundesdeutschen Mannschaft. In Melbourne erreichte das Team das Halbfinale, dort unterlag das Team der indischen Mannschaft; im Spiel um Bronze gewannen die Deutschen mit 3:1 gegen die Briten, wobei Radzikowski ein Tor erzielte. Insgesamt wirkte der Halbstürmer von 1956 bis 1958 in 9 Länderspielen mit.
Für seine sportlichen Leistungen erhielt er am 21. Januar 1957 das Silberne Lorbeerblatt.